# Naruto Shippuden : Un funeste présage
 (décembre 2023).
Si vous disposez d'ouvrages ou d'articles de référence ou si vous connaissez des sites web de qualité traitant du thème abordé ici, merci de compléter l'article en donnant les références utiles à sa vérifiabilité et en les liant à la section « Notes et références ».
Pour plus de détails, voir Fiche technique et Distribution.
Naruto Shippuden : Un funeste présage (劇場版 NARUTO -ナルト- 疾風伝, Gekijōban Naruto Shippūden) est le quatrième film japonais basé sur le manga Naruto et le premier film tiré de l'anime Naruto Shippûden, réalisé par Hajime Kamegaki, sorti le 4 août 2007.
En France, le film a été diffusé le 16 mai 2010 sur Game One sous le titre Naruto Shippuden : La Disparition de Naruto.

## Synopsis
Le film débute sur la mort de Naruto, qui se fait transpercer la poitrine par un monstre nommé Mōryō. Il s'agit en fait de la prédiction de la prêtresse du Pays des Démons, nommée Shion, capable de prédire l'avenir de ceux qui vont mourir.
Dans un sanctuaire abandonné, un expert en ninjutsu médical, Yomi, s'ouvre lui-même la poitrine à l'aide d'un scalpel, proposant à Mōryō d'être son réceptacle afin de causer la fin du monde.  Quand Mōryō prend le corps de Yomi, il réveille en même temps l'armée des fantômes de l'ombre, de puissants combattants que Kakashi, Gaï, Shikamaru, Temari et plusieurs ninjas et chūnin et jōnin de Konoha ont du mal à combattre.
Quand Naruto, Neji, Lee et Sakura vont au bureau du Cinquième Hokage Tsunade, ils reçoivent pour mission de protéger la prêtresse contre les quatre disciples de Yomi, chacun maîtrisant parfaitement un élément.
La rencontre entre Naruto et Shion est assez difficile ; Shion annonce la mort du jeune ninja, qui décide alors de défier la mort. Leurs mentalités sont opposées, la prêtresse estimant que la mort est inéluctable, chacune de ses prédictions s'étant révélée juste, tandis que Naruto pense que le destin peut changer. Les ninjas et la prêtresse partent pour le sanctuaire, lorsqu'ils sont attaqués par les quatre disciples.
Le tout premier disciple, Gitai, qui maîtrise la terre, est battu par Lee très difficilement. Au début du combat, Lee pense pouvoir le battre facilement grâce à son « Lotus », mais après la première attaque, il se relève ; Lee décide alors d'ouvrir les cinq premières portes, mais il ne parvient toujours pas à le vaincre et va donc tenter d'ouvrir la 6e porte, sans y parvenir. Il repense alors à ce que Gaï lui a offert, un bonbon au chocolat à utiliser en extrême urgence, car fait à base de saké. Lorsque Lee devient saoul, il devient agressif et pratique le Zui quan. En mangeant le bonbon, il vainc son adversaire, qui explose.
Pendant ce temps, Naruto affronte la deuxième disciple, Shizuku, qui maîtrise l'eau, et Neji se bat contre Setsuna, le disciple maîtrisant le vent. Après la mort du premier disciple, les autres décident de fuir. C'est alors que Sakura, chargée d'escorter Shion, se fait mettre hors-combat par le quatrième disciple, Kusuna. Ce dernier pense alors tuer la prêtresse, mais sa victime est Taruho, un gardien qui avait pris l’apparence de la jeune fille.
Les trois Ninjas de Konoha partent alors à la poursuite des disciples restants. Neji décide alors de tuer Kusuna qui amplifiait les pouvoirs des autres grâce à une sorte de drogue avec les 64 poings du Hakke. Lee  tue Setsuna par un enchaînement de coups de pied ; Sakura en fait autant d'un coup de poing en tuant Shizuku.
Naruto, quant à lui, emmène Shion au sanctuaire afin de sceller Mōryō. Là-bas ils rencontrent plusieurs soldats de l'armée des fantômes de l'ombre qui font tomber Shion dans un précipice. Sauvée par Naruto, Shion commence à changer grâce au jeune ninja, qui lui promet de la protéger pour qu'ils survivent tous les deux. Naruto demande alors à la prêtresse de rentrer dans le sanctuaire pour y sceller Mōryō et reste dehors pour combattre les monstres de pierre. Il parvient à en tuer une centaine, et grâce à l'intervention de Kakashi et d'autres ninjas, il peut rentrer dans le sanctuaire. Pendant qu'ils s'occupent des fantômes à l'extérieur, Naruto entre dans le sanctuaire où la Prêtresse a prédit sa mort. À ce moment, tandis qu'il combat le monstre, la prédiction est sur le point de se réaliser, mais il n'est pas transpercé grâce à une clochette porte-bonheur que lui avait offert la Prêtresse à son insu et qui le protège de toute attaque avec une lame ou une arme pointue. La prêtresse utilise une technique de sceaux sacrificielle héritée de sa mère, pour sceller Mōryō. Naruto comprend alors que Shion avait décidé de le sauver en échange de sa vie, mais juste avant qu'elle ne meurt, il stoppe la technique, ayant promis sur son nindō qu'il ne la laisserait pas mourir. Pour tuer Mōryō, Naruto utilise alors le Rasengan, l'orbe tourbillonnant, avec son chakra et celui de la Prêtresse. Mōryō est détruit, et le sanctuaire qui se révèle être un volcan entre en éruption.
Comme dans tous les films Naruto, après le générique se trouve une scène finale, un épilogue souvent humoristique. Une fois sortis du volcan, Shion et Naruto retrouvent les autres ninjas. La prêtresse demande alors, à la surprise générale, à Naruto s'il peut l'aider à faire perdurer la lignée des prêtresses du Pays des Démons, ce à quoi il acquiesce sans en comprendre les implications. C'est ainsi que finit le film avec la conclusion « Ainsi naquit la légende de la démone aux neuf clochettes… ».

## Fiche technique
- Titre original : Gekijōban Naruto Shippūden (劇場版 NARUTO -ナルト- 疾風伝?)
- Titre français : Naruto Shippuden : Un funeste présage
- Réalisation : Hajime Kamegaki
- Scénario : Junki Takegami, adapté de l'anime Naruto Shippûden de Masashi Kishimoto
- Direction artistique :
- Musiques : Yasuharu Takanashi
- Sociétés de production : Aniplex, Bandai Co., Ltd., Dentsu Inc., Shueisha, Studio Pierrot, Tōhō, TV Tokyo
- Société de distribution : Tōhō
- Pays d'origine :  Japon
- Langue originale : japonais
- Format : Couleur - 1,85 : 1
- Genre : action, fantastique, comédie
- Durée : 90 minutes
- Dates de sortie :
  - 8 août 2007 au  Japon
  - 16 mai 2010 en  France, sur Game One

## Les personnages

### Shion
Shion (詩音, Shion) est la jeune prêtresse formée dans le but d'emprisonner le démon Mōuryōu au cas où celui-ci s'échapperait de sa prison ; elle a 18 ans, avec des cheveux paille et des yeux roses possédant un don de double vue.

#### Enfance et caractère
Shion a été formée par sa mère et les moines de son monastère dans le seul but de sceller à nouveau le démon Môryô si celui-ci revenait à la vie. Elle vécut toute son enfance aux côtés de sa mère dans le temple du pays du démon.

Sa mère Miroku, prêtresse elle aussi du pays du démon, est morte tragiquement lors de la dernière apparition du démon.
Elle est d'une nature plutôt hautaine. Elle traite les moines comme de simples servants et ne ressent rien lorsqu'un moine sacrifie sa vie pour elle. Elle annonce aussi la mort d'une personne sans aucun tact. Ce manque d'intérêt quant au dévouement de ses sujets mettra Naruto hors de lui et le poussera à se confronter maintes fois à elle.
Elle pense aussi que le destin ne peut être modifié et que l'on doit accepter sa mort sans broncher.
Mais cette attitude cache en réalité un profond mal-être qu'elle a depuis la mort de sa mère. Celle-ci avait demandé que l'on sacrifie les villageois si les pouvoirs de Shion venaient à trop se révéler. Naruto va lui réapprendre à aimer et à respecter les gens grâce à sa bonne humeur et son caractère légendaire.

#### Techniques
Shion ne connait que la technique d'emprisonnement du démon. En effet, sa mère ne souhaitait pas que ses pouvoirs ne deviennent trop puissants. C'est pourquoi elle les a enfermés dans une clochette que Shion porte en permanence sur elle. Elle lui indique aussi à l'aide d'un petit tintement qu'une vision va lui apparaitre. Ces visions dévoilent presque toujours la mort d'un être proche.
Shion ne prendra conscience de ses pouvoirs que lorsqu'elle sera attaquée par des statues et où la clochette la protègera en les coupants littéralement en deux.
Les techniques de Shion sont très différentes de celle des Ninjas. Elle ne compose presque aucun signe avec les mains et ses "formules" sont découpées en syllabes. Voici la liste des principales techniques de Shion découpées en syllabes :
- Hatsu, Jin, Kai
Première partie de la technique d'emprisonnement (création d'un champ de force).
- Min, Shin, Gan, Reppyou, Shouzen, Mika, Dan, Raku, Shou
Deuxième partie de la technique. Elle consiste à faire sortir du sol le tombeau et le corps dans lequel sera scellé le démon.
- Fu, Sai, Dan, Gika, Ragu, Bagi
Dernière étape. On ne sait pas ce qu'elle produit, car Mōryō l'interrompt avant la fin du processus.
- Kai !
Lorsqu'elle est à l'intérieur du démon, Shion comprend enfin à quoi doivent servir ses pouvoirs. Elle utilise alors cette incantation pour libérer toute sa puissance.
- Ultime Rasengan de Shion et Naruto
Naruto combine son Rasengan à la clochette et aux émotions de Shion. Cela crée un énorme rasengan composé à la fois de la force de Naruto et celle de Shion. Ils viennent à bout de Mōuryōu avec cette technique.

### Miroku
Miroku est la mère de Shion, morte lors du dernier affrontement avec le démon Mōryō, en le scellant.

### Taruho
Serviteur de Shion, il protège la jeune prêtresse au péril de sa vie.

### Yomi
Dernier héritier du clan de Môryô, les ninjas de son clan usèrent de la puissance du démon afin de créer une armée de marionnettes fantômes, dénuées d'âmes. Vêtu d'une longue cape noire, il ne vit que pour servir Môryô, or il utilise également le pouvoir de son maître afin de servir ses propres intérêts.

### Kusana
Premier et plus grand disciple de Yomi, il est le chef du Gang des Quatre. Il a de longs cheveux améthyste et des yeux de même couleur. Il est le seul à contrôler la drogue des serpents de chakra.

### Setsuna
Deuxième disciple de Yomi, il est celui qui contrôle le fūton. Il a de longs cheveux bleu- noir, attachés en demi-queue, ainsi que des yeux de même couleur.

#### Techniques
- Futon - Vent divin (風遁・神風, Futon - Kamikaze?)
Setsuna crée un souffle qui fait plusieurs tornades
- Futon - Vent pieuse des montagnes (風遁・神颪, Futon - Kami Orochi?)
Setsuna crée un vortex de vent qui est dévastatrice combinée avec une technique de feu.
- Futon - Shurikens rotatives (風遁・回天手裏剣, Futon - Kaiten Shuriken?)
Setsuna lance des shuriken de vent qui revient sur l'ennemi.

### Gitai
Troisième disciple de Yomi, il est celui qui manipule le doton. Il a de longs cheveux blancs, ainsi que des yeux rouges. Son visage est à moitié caché par une sorte de masque.

#### Techniques
- Doton - Couloir de terre (土遁・土回廊, Doton - Tsuchi Kairō?)
Gitai crée un tunnel qui bloque l'ennemi.
- Doton - Technique de durcissement (土遁・硬化術, Doton - Kōka Jutsu?)
Gitai crée une armure de terre efficace face aux attaques physiques.
- Katon - Course de feu (火遁・火走り, Katon - Hibashiri?)
Gitai crée un cercle de feu qui se déplace rapidement.

### Shizuku
Dernière disciple de Yomi, elle est celle qui utilise le suiton. Elle a des cheveux roux, ainsi que des yeux noirs.

#### Techniques
- Katon - Course de feu (火遁・火走り, Katon - Hibashiri?)
Shizuki crée un cercle de feu qui se déplace rapidement.
- Suiton - Tranchant d'eau montant (水遁・水上切, Suiton - Mizu Kamikiri?)
Shizuki crée un jet d'eau qui traverse le sol.
- Suiton - Technique du dragon aqueux (水遁・水龍弾の術, Suiton - Suiryūdan no Jutsu?)
Shizuki crée un dragon d'eau.
- Suiton - Fouet du dragon aqueux (水遁・水龍鞭, Suiton - Suiryūben?)
Shizuki crée une boule d'eau qui lance beaucoup de fouets.

## Doublage
| Personnages    | Voix japonaises    | Voix françaises    |
| -------------- | ------------------ | ------------------ |
| Naruto Uzumaki | Junko Takeuchi     | Carole Baillien    |
| Sakura Haruno  | Chie Nakamura      | Maia Baran         |
| Neji Hyûga     | Kouichi Toochika   | Xavier Percy       |
| Rock Lee       | Yoichi Masukawa    | Jean-Pierre Denuit |
| Kakashi Hatake | Kazuhiko Inoue     | Franck Daquin      |
| Shizune        | Keiko Nemoto       | Claire Tefnin      |
| Chôji Akimichi | Kentarō Itō        | Thierry Janssen    |
| Tsunade        | Masako Katsuki     | Laurence César     |
| Gaï Maito      | Masashi Ebara      | Bruno Georis       |
| Temari         | Romi Paku          | Cathy Boquet       |
| Shikamaru Nara | Shôtarô Morikubo   | Jean-Pierre Denuit |
| Susuki         | Daisuke Kishio     |                    |
| Shion          | Ayumi Fujimura     | Dominique Wagner   |
| Miroku         | Fumiko Orikasa     | Julie Basecqz      |
| Yomi           | Hidetoshi Nakamura | Mathieu Moreau     |
| Setsuna        | Katsuyuki Konishi  | Robert Dubois      |
| Gitai          | Kishô Taniyama     | Peppino Capotondi  |
| Shizuku        | Miyuki Sawashiro   | Julie Basecqz      |
| Môryô          | Seizo Katou        | Thierry Janssen    |
| Kusuna         | Tetsuya Kakihara   | Tony Beck          |
| Taruho         | Yoshinori Fujita   | David Manet        |

## Musique
Une compilation des musiques du film composées par Takanashi Yasuharu est sortie au Japon le 1er août 2007 :
Le générique de fin du film est « Lie, lie, lie », interprété par Dj Ozma.

## Accueil

### Box office
Lors de sa sortie japonaise, le film 場版 NARUTO -ナルト- 疾風伝 s'est classé 6e au box office le premier weekend et 8e au deuxième weekend,.

## DVD
Naruto Shippuden : Un funeste présage est sorti en DVD le 21 avril 2008 au Japon et le 4 août 2010 en France.